# یواس‌اس ستلایت (اس‌پی-۱۰۱۲)
یواس‌اس ستلایت (اس‌پی-۱۰۱۲) (به انگلیسی: USS Satellite (SP-1012)) یک کشتی بود که طول آن 87' بود. این کشتی در سال ۱۸۸۷ ساخته شد.